# Bennington (Vermont)
Bennington é uma vila localizada no estado americano de Vermont, no Condado de Bennington, do qual é sede, juntamente com Manchester.

## Geografia
De acordo com o United States Census Bureau, a cidade tem uma área de 110 km², dos quais 109 km² estão cobertos por terra e 1 km² por água.

## Demografia
Segundo o censo nacional de 2010, a sua população é de 15 764 habitantes e sua densidade populacional é de 143,2 hab/km². Possui 6 246 residências e 3 716 famílias.

## Marcos históricos
A relação a seguir lista as 25 entradas do Registro Nacional de Lugares Históricos em Bennington. O primeiro marco foi designado em 31 de março de 1971 e o mais recente em 23 de fevereiro de 2021.
- Bennington Battle Monument
- Bennington Falls Covered Bridge
- Bennington Fish Hatchery
- Bennington High School
- Bennington Post Office
- Bennington Railroad Station
- Carrigan Lane Historic District
- Cora B. Whitney School
- David Mathews House
- Downtown Bennington Historic District
- First Congregational Church of Bennington
- Frederick Squire House
- Furnace Grove Historic District
- Henry Covered Bridge
- Holden-Leonard Mill Complex
- Holden-Leonard Workers Housing Historic District
- Julius and Sophia Norton House
- Old Bennington Historic District
- Pratt-McDaniels-LaFlamme House
- Ritchie Block
- School Street Duplexes
- Silk Covered Bridge
- The Orchards
- W.H. Bradford Hook and Ladder Fire House
- William Henry House